# ASD Grottaglie Calcio
L'Associazione Sportiva Dilettantistica Grottaglie Calcio, più semplicemente ASD Grottaglie Calcio o Grottaglie, è la principale società calcistica italiana di Grottaglie, in provincia di Taranto.
Fondata nel 1962 come Polisportiva Ars Et Labor Grottaglie, rifondata nel 2022, ha vissuto le sue fortune sportive soprattutto grazie alla sezione calcistica, la quale ha militato per 25 stagioni, di cui 15 consecutive dal 2001 al 2015, in Serie D, il massimo livello del calcio dilettantistico italiano.
Nel suo palmarès annovera la vittoria di un campionato di Eccellenza Puglia, due campionati di Promozione, di una Coppa Puglia e di due campionati di Prima Categoria.
Milita nella stagione 2025-2026 nel campionato Pugliese di Prima Categoria.

## Storia

### Nascita della Polisportiva Ars Et Labor
La Polisportiva Ars Et Labor di Grottaglie è stata fondata nel marzo 1962 da un gruppo di sportivi della città che avevano l'obiettivo di creare un circolo che potesse riunire diverse discipline sportive sotto un'unica organizzazione finalizzata a promuovere la salute fisica e mentale, la socializzazione e il benessere della comunità. Negli anni, l'Ars Et Labor ha contribuito a diffondere la pratica sportiva in città e a formare numerosi atleti di successo, diventando così una realtà importante del panorama sportivo locale.

### La sezione calcistica
La Polisportiva si dedica a diverse attività, tra cui il tennis e il calcio. La sezione calcistica della società è stata iscritta per la prima volta a un campionato organizzato dalla Federazione Italiana Giuoco Calcio (FIGC) a partire dalla stagione 1963-1964, nel campionato di Prima Categoria. Al momento della sua iscrizione, il campionato di Prima Categoria rappresentava il quinto livello del calcio italiano.

### I primi anni e lo spareggio della monetina
La squadra nel corso degli anni crebbe di importanza. L’obiettivo era quello di centrare il salto di categoria in Serie D.
Dopo aver raggiunto buoni piazzamenti come due quarti posti e un terzo posto, la stagione che diede una svolta al calcio grottagliese fu quella del 1971-1972, quando i biancazzurri terminarono il campionato al secondo posto alla pari del Gallipoli. Il campionato fu deciso da uno spareggio giocato allo stadio Veneziani di Monopoli e terminò il lancio di una monetina che premiò i leccesi.

### Il primo anno in Serie D e l’inizio di un sali-scendi
La stagione successiva al lancio della monetina vide l’Ars Et Labor Grottaglie dominatrice del campionato venendo promossa per la prima volta nella sua storia in Serie D.
Dopo la prima promozione in Serie D il Grottaglie ha militato per 7 anni consecutivi nel 4º livello del calcio italiano, per poi fare ritorno in Promozione nel 1989-1990.
Nel 1991 il Grottaglie partecipò al primo campionato di Eccellenza Puglia della storia, l’anno successivo retrocesse per la prima volta nel 6º livello del calcio Italiano, ovvero la Promozione Puglia. Con lo stadio d'Amuri inagibile, si giocava nei campi di calcio dei paesi vicini, Carosino, San Marzano, San Giorgio Jonico. Dopo un anno di transizione il Grottaglie provò nuovamente la scalata all'Eccellenza che ottenne con il Presidente Vito Paolo Spagnulo nel 1996-1997.

### La promozione dell’era Fiorino, l’inizio dell’era Ciracì
Il Grottaglie ottenne un'altra promozione in Serie D nella stagione 2000-2001, che segnò l’inizio di una striscia di campionati di quarta serie che durerà per 15 anni consecutivi.
La stagione 2001-2002 fu quella con i migliori risultati nella storia del calcio grottagliese, infatti gli ionici conquistarono il terzo posto nel campionato di Serie D e la finale di Coppa Italia di serie D, che però persero nel doppio confronto contro la Pievigina. Nella finale di ritorno, lo stadio Atlantico D’Amuri fece registrare il record di spettatori paganti con circa 3.000 spettatori.

### I play off promozione e l’inizio di una serie di retrocessioni e ripescaggi
Nel 2006-2007 il Grottaglie, sotto la gestione Settanni, raggiunse per la prima volta nella sua storia i play off promozione, essendosi posizionata 3ª. I biancazzurri furono eliminati dalla compagine del Barletta.
Nella stagione successiva gli ionici si piazzarono al quinto posto, qualificandosi nuovamente ai play-off. Anche in questa annata la corsa terminò al primo turno nuovamente contro il Barletta.
Nella stagione 2008-2009 la squadra si classificò al quindicesimo posto, dovendo così disputare i play-out salvezza contro il Bitonto. Il 7 giugno 2009, perdendo di misura, il Grottaglie fece ritorno in Eccellenza dopo 8 anni di Serie D.
Il 2 settembre 2009 la società tarantina venne però ripescata in Serie D dopo il ricorso al Tribunale Nazionale di Arbitrato per lo Sport (TNAS) in merito all'esclusione dai ripescaggi.
Nella stagione 2010-2011 il Grottaglie si piazzò al dodicesimo posto e vinse lo spareggio per i play-out contro il Sant'Antonio Abate. Vinse inoltre il 2º Memorial Mariano Liuzzi con il ricavato devoluto in favore della fondazione Telethon.
Nella stagione 2011-2012 si piazzò al quattordicesimo posto e si salvò passando dai play-out contro il Real Nocera nell'anno del cinquantenario.
Nella stagione 2012-2013 si piazzò al sedicesimo posto retrocedendo in Eccellenza, successivamente venne nuovamente ripescato in Serie D per la stagione 2013-2014, dove si piazzò nuovamente al sedicesimo posto ma vinse la gara secca dei play-out contro il Real Hyria.

### Il 15º anno consecutivo in Serie D, il baratro delle tre retrocessioni consecutive
Nella stagione 2014-2015 ha militato nuovamente in serie D per la 15ª volta consecutiva, però piazzandosi questa volta all'ultimo posto della classifica ha fatto ritorno in Eccellenza Puglia. Da questo momento comincerà un calvario fatto di tre retrocessioni consecutive nel 2015-2016 dall'Eccellenza Puglia alla Promozione Puglia (dalla quale mancava da ben 20 anni) e nel 2016-2017 dalla Promozione Puglia alla Prima Categoria, campionato nel quale non aveva mai militato prima d’ora.

### Il rischio di avere due squadre e l’inizio dell’era La Volpe
L’estate del 2017 sarà un’estate turbolenta per il calcio Grottagliese. Il fallimento totale della gestione di “soli Grottagliesi” che avevano portato il sodalizio in tre anni dalla Serie D alla Prima Categoria aveva lasciato dietro sé una voragine paurosa. Nel precedente campionato diversi imprenditori si erano fatti avanti per sposare la causa Grottagliese, fra cui Carmelo La Volpe. Dopo un iniziale accordo, alcune incomprensioni portarono La Volpe a spostare il titolo sportivo della Stella Jonica a San Giorgio a Grottaglie e fondare una seconda squadra cittadina. La squadra fondata da La Volpe però non vedrà mai la luce, dato che nell’estate del 2017, al termine dell’ennesima retrocessione del Grottaglie, il presidente Leonzio D’Amicis decise di cedere la gestione della prima squadra proprio all’imprenditore proprietario di Style Arredo.

### L’esordio in Prima Categoria, la conquista della Coppa Puglia e il nuovo spareggio
Nella stagione 2017-2018 il Grottaglie viene inserito nel Girone B di Prima Categoria. Il 24 settembre fa il suo esordio battendo la Virtus Locorotondo per 3-1. La stagione non andrà però secondo i piani. I biancazzurri avevano pronosticato un pronto ritorno in Promozione ma il campionato vide gli Ionici di La Volpe piazzarsi al 5º posto in classifica e quindi qualificarsi ai play-off promozione, che perderà al primo turno contro la Rinascita Rutiglianese.
La stagione sarà però in parte salvata il 12 aprile 2018 quando battendo il Norba Conversano ai rigori dopo l'1-1 in rimonta dei tempi regolamentari nel campo neutro di Fasano, i biancazzurri conquisteranno la Coppa Puglia per la prima volta nella loro storia.
Nella stagione 2018-19 il Grottaglie ha militato per il secondo anno consecutivo in Prima Categoria Puglia, nuovamente inserito nel Girone B della competizione. Terminerà il campionato primo in classifica a 80 punti, record nella storia del Grottaglie, alla pari del Castellaneta che batterà nello spareggio promozione sul neutro di Fasano per 2-0 di fronte a circa 1200 spettatori di cui 1000 da Grottaglie.

### Il ritorno in Eccellenza Puglia, la salvezza e il fallimento
La stagione 2019-2020 ha visto il Grottaglie piazzarsi al 10º posto del girone A di Promozione Pugliese, in seguito alla sospensione del campionato alla 25ª giornata a causa della pandemia di COVID-19 abbattutasi sulla penisola italiana a partire dalla metà di marzo 2020.
Il 31 agosto 2020 viene ripescato nel campionato di Eccellenza Puglia al posto del Nardò. La stagione 2020-2021 ha visto il Grottaglie piazzarsi all'11º posto del girone B di Eccellenza Pugliese.
La stagione 2021-2022 ha visto il Grottaglie piazzarsi al 10º posto del girone B di Eccellenza Pugliese, centrando la salvezza diretta in seguito ad un girone di ritorno che lo aveva visto partire dall'ultima posizione con soli 9 punti. Nell'estate della stessa stagione, il titolo sportivo della società viene congelato, facendo fallire di conseguenza il sodalizio biancazzurro nell'anno del sessantesimo dalla fondazione della Polisportiva.

### La rifondazione come ASD Grottaglie Calcio e le stagioni altalenanti
Dopo il fallimento, il calcio grottagliese riparte nella stagione 2022-2023 con una nuova denominazione: ASD Grottaglie Calcio.
La squadra viene iscritta al Girone B di Prima Categoria, dove domina il campionato chiudendo al primo posto e conquistando la promozione diretta in Promozione Pugliese. Nella stagione successiva, 2023-2024, i biancazzurri si piazzano al terzo posto nel Girone B di Promozione, qualificandosi ai play-off, ma venendo eliminati al primo turno dal Leverano. La stagione 2024-2025 segna un passo indietro: il Grottaglie chiude il campionato al penultimo posto, retrocedendo nuovamente in Prima Categoria dopo appena due anni.

## Colori e simboli

### Colori
I colori della maglia casalinga del Grottaglie sono il bianco e l'azzurro, disposti principalmente in bande verticali oppure orizzontali (fatta eccezione per la prima maglia della stagione 2018/19, la quale risulta essere completamente diversa nello stile storico adottato dal sodalizio Grottagliese). La divisa da trasferta nel corso degli anni può variare la sua colorazione principale fra bianco o giallo, con inserti biancoazzurri. La terza divisa del club ha una colorazione totalmente granata e di stagione in stagione può variare i motivi che la compongono, generalmente di colore bianco o azzurro.

### Simboli ufficiali

#### Stemma
Lo stemma dell'Ars Et Labor Grottaglie è variato tre volte nel corso della storia. Il primo logo fu adottato dal 1962, anno di fondazione della società, al 1998 e raffigurava uno scudo di colore biancoazzurro, la denominazione sociale della società, ovvero "Polisportiva Dilettantistica Ars et Labor Grottaglie", il Castello Episcopio (luogo di interesse della cittadina), un leone e varie stelle a formare un arco. Dal 1998, anno in cui da Polisportiva la società divenne solo calcistica, il logo cambiò a favore di uno nuovo che inglobasse il vecchio stemma e, oltre a questo presentava delle spighe di grano ai lati, il Castello Episcopio in alto e un nastro biancazzurro ad avvolgere le spighe e lo scudo. Dal 2009 la squadra ha adottato un nuovo stemma che ha mantenuto fino ad oggi. Lo stemma attuale rappresenta uno scudo con due gradazioni di blu al suo interno, un contorno dorato, due spighe di grano all'interno dello stemma e una stella fra esse.

#### Inno
L'inno ufficiale dell'Ars Et Labor Grottaglie è "Alé Grottaglie!", composto nel 2013 e adottato ufficialmente dal settembre del 2017.

#### Simboli
Il simbolo della squadra è un gallo impettito dal corpo giallo e lunga e folta coda azzurra. Il gallo rappresenta la ceramica artistica molto famosa e diffusa sul territorio grottagliese.

## Strutture

### Stadio

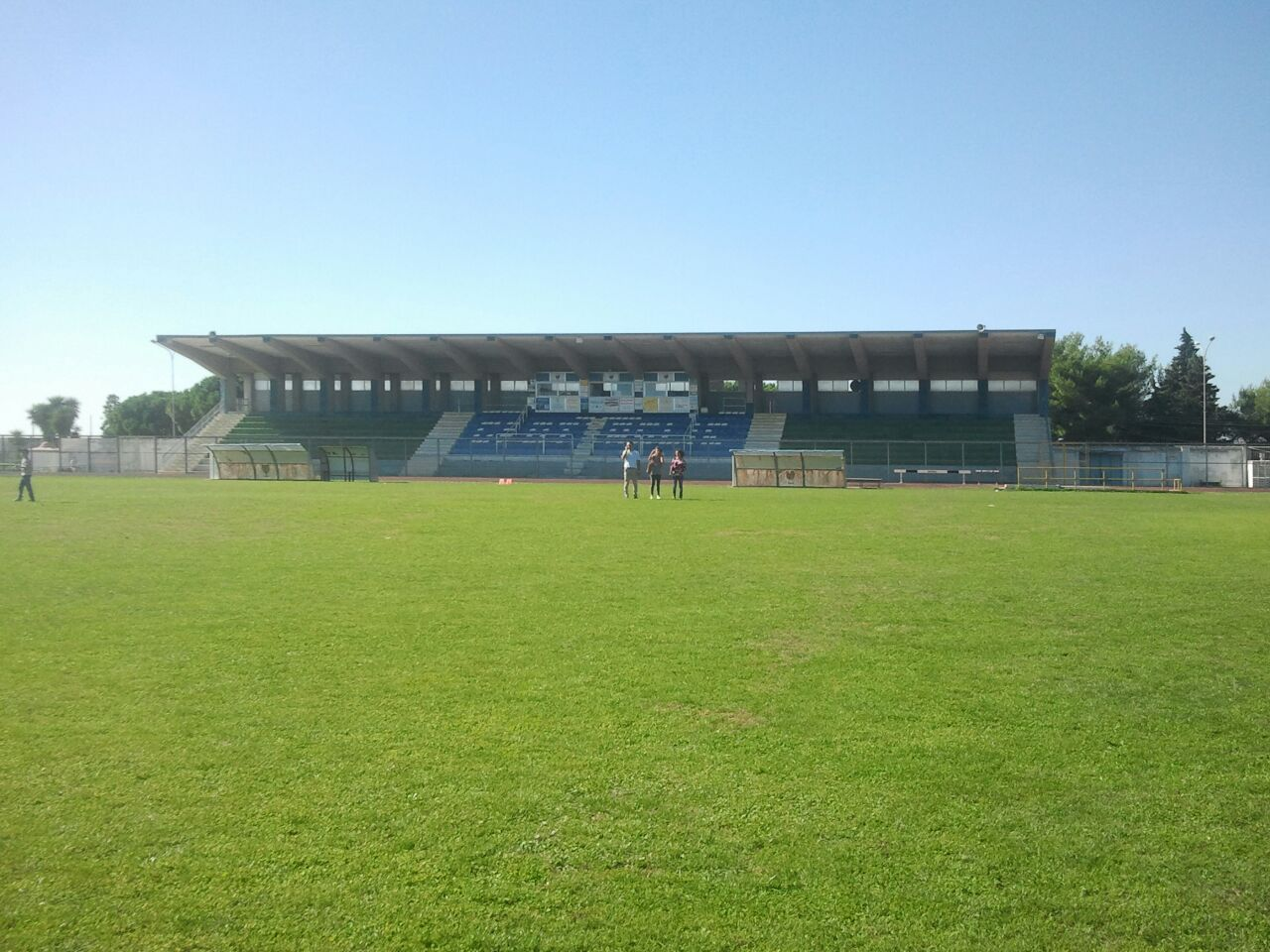
Lo Stadio comunale Atlantico D'Amuri di Grottaglie.

Il Grottaglie disputa le proprie partite casalinghe nello Stadio comunale Atlantico D'Amuri, che ha una capienza di circa 2.400 posti, di cui 1800 nel Settore Locali e 600 nel Settore Ospiti 600 posti; è il 4° impianto della provincia per posti a sedere. Possiede una pista d'atletica.

### Centro di allenamento
Il Grottaglie disputa i propri allenamenti settimanali in varie strutture, fra cui lo Stadio D'Amuri stesso, il centro sportivo Monticello e tempo fa, quando ancora agibile, al centro sportivo sito in zona "Savarra".

## Settore Giovanile
Il settore giovanile della società biancoazzurra milita nel campionato regionale di Promozione Puglia Juniores.

## Statistiche e record
Nel palmarès della società biancazzurra figurano 25 campionati di Serie D di cui 15 di consecutivi, 1 vittoria nel Campionato di Eccellenza Puglia (2000-01), 2 in quello di Promozione Puglia (1972-73 e 1977-78) e una finale di Coppa Italia Serie D. Tra i piazzamenti di massimo rilievo della società abbiamo due terzi posti (2001-02 e 2006-07) e due quinti posti (1983-84 e 2007-08) in Serie D. Il Grottaglie, inoltre, fino alla stagione 2016-17 era, assieme al Taranto, l'unica squadra della provincia a non aver mai disputato un campionato di rango inferiore alla Promozione Pugliese.

### Statistiche di squadra
Partite
- Miglior vittoria casalinga: vs. Cedas Brindisi 9-1 (2018-2019)[12]
- Miglior vittoria esterna: vs. Lavello 0-7 (2007-2008)[13]
- Peggiore sconfitta: vs. Ischia 9-1 (2012-2013)[14]

## Palmarès

### Competizioni regionali
- Eccellenza: 1

2000-2001
- Promozione: 2

1972-1973, 1977-1978
- Coppa Italia Dilettanti Puglia: 1

2017-2018
- Prima Categoria: 1

2018-2019

## Tifoseria

### Storia
Il movimento organizzato nella città delle ceramiche ha origini antiche, anche se un vero e proprio sviluppo in gruppi lo si è avuto a partire dai primi anni novanta. 
Attualmente esistono due gruppi ultras: i "Grottagliesi" e i "Baldi Giovani" i quali si sistemano assieme nel settore di tribuna coperta, sui gradoni adiacenti all'ingresso B.

### Amicizie e rivalità
Il gruppo "Grottagliesi" ad oggi sostiene un gemellaggio con i Fedayn di Locorotondo e un rapporto di amicizia con gli Allentati di Fasano e con i Rum Boys di Tricase. Buoni anche i rapporti con la Curva Nord di Taranto.
Il gruppo "Baldi Giovani" invece sostiene un'amicizia con la Vecchia Guardia di Latiano.
La rivalità più sentita si ha nei confronti della tifoseria del Manduria. Altri dissapori si registrano nei confronti delle tifoserie di Nardò, Bitonto, Taurisano, Ostuni, Rutigliano, Martina Franca, Galatina e Noicattaro.

## Partecipazioni ai campionati
Ha disputato, in diversi periodi, 25 campionati di Serie D, 19 campionati di Eccellenza, 15 di Promozione e 3 di Prima Categoria. Ha vinto una volta il campionato di Eccellenza nella stagione 2000-01 e due volte il girone B del campionato di Promozione nelle stagioni 1972-73 e 1977-78 e due volte il girone B di Prima Categoria nel 2018-19 e nel 2022-23. Ha conquistato altre due promozioni, una nel campionato di Interregionale e una in Eccellenza, classificandosi in entrambe le volte al secondo posto nel girone B del campionato di Promozione, nelle stagioni 1988-89 e 1996-97. Ha anche disputato i play-off del girone H di Serie D nel 2006-2007 e nel 2007-2008, venendo eliminata al primo turno, in entrambe le edizioni, dal Barletta, ed una finale di Coppa Italia Serie D nella stagione 2001-2002, persa contro il Pievigina.
| Categoria       | Partecipazioni | Debutto   | Ultima stagione |
| --------------- | -------------- | --------- | --------------- |
| Serie D         | 25             | 1973-1974 | 2014-2015       |
| Eccellenza      | 19             | 1970-1971 | 2021-2022       |
| Promozione      | 15             | 1963-1964 | 2024-2025       |
| Prima Categoria | 3              | 2017-2018 | 2022-2023       |